# Episodi de La peggiore settimana della nostra vita
La prima e unica stagione della serie televisiva La peggiore settimana della nostra vita viene trasmessa negli Stati Uniti dal 22 settembre 2008 al 6 giugno 2009 su CBS e in Italia ha debuttato su Rai 2 il 7 giugno 2009 per terminare poi il 9 agosto 2009.
| nº | Titolo originale | Titolo italiano | Prima TV USA      | Prima TV Italia |
| -- | ---------------- | --------------- | ----------------- | --------------- |
| 1  | Pilot            | Il compleanno   | 22 settembre 2008 | 7 giugno 2009   |
| 2  | The Bird         | L'uccellino     | 29 settembre 2008 | 7 giugno 2009   |
| 3  | The Monitor      | La radiolina    | 6 ottobre 2008    | 14 giugno 2009  |
| 4  | The Truck        | Il camioncino   | 13 ottobre 2008   | 14 giugno 2009  |
| 5  | The Club         | Il gazebo       | 20 ottobre 2008   | 21 giugno 2009  |
| 6  | The Ring         | L'anello        | 3 novembre 2008   | 9 agosto 2009   |
| 7  | The Vows         | I voti          | 10 novembre 2008  | 28 giugno 2009  |
| 8  | The Cake         | La torta        | 17 novembre 2008  | 28 giugno 2009  |
| 9  | The Wedding      |                 | 24 novembre 2008  | 5 luglio 2009   |
| 10 | The Apartment    |                 | 8 dicembre 2008   | 5 luglio 2009   |
| 11 | The Gift         |                 | 15 dicembre 2008  | 12 luglio 2009  |
| 12 | The Article      |                 | 12 gennaio 2009   | 12 luglio 2009  |
| 13 | The Puppy        |                 | 19 gennaio 2009   | 19 luglio 2009  |
| 14 | The Sex          |                 | 2 febbraio 2009   | 19 luglio 2009  |
| 15 | The Epidural     |                 | 16 febbraio 2009  | 9 agosto 2009   |
| 16 | The Party        | La festa        | 6 giugno 2009     | 21 giugno 2009  |